# Musikåret 1955

## Händelser
- 17 februari – Ingrid Bergman gästspelar på Stockholmsoperan i Claudels oratorium Jean d'Arc på bålet[1].
- 1 maj – Amerikanske rockartisten Elvis Presley inleder sin första konsertturné i USA [2].
- okänt datum – Danny & The Juniors bildas
- okänt datum – Svenska skivbolaget Gazell upphör.[3]

## Priser och utmärkelser
- Medaljen för tonkonstens främjande – Hugo Hammarström

## Årets album
Vänligen sortera soloartister på efternamn, musikgrupper på förstabokstaven (utan engelskans "The" och "A")
- Chet Baker – The Trumpet Artistry of Chet Baker
- Billie Holiday – Music for Torching
- Carl Eric Thambert & Lars Rosén – En kväll på Berns[4] (den första helsvenska LP-skivan)[5]

## Årets singlar och hitlåtar
Vänligen sortera soloartister på efternamn, musikgrupper på förstabokstaven (utan engelskans "The" och "A")
- Chet Baker – Jazz at Ann Arbor
- Chuck Berry – Maybellene
- Bo Diddley – Bo Diddley
- Fats Domino – Ain't That a Shame
- Etta James – The Wallflower (Dance with Me, Henry)
- Lars Lönndahl – En sång till en gitarr och lite månsken, Så skön som Solen
- Little Richard – Tutti Frutti
- The Platters – Only You, The Great Pretender
- Frank Sinatra – Learnin' the Blues, Love and Marriage
- Muddy Waters – Mannish Boy

## Årets sångböcker och psalmböcker
- Evert Taube – Evert Taubes bästa 1955 [6]

## Födda
- 13 januari – Peter Lundén, svensk tonsättare.
- 25 januari – Erika Förare, svensk tonsättare.
- 26 januari – Edward Van Halen, amerikansk gitarrist.
- 23 februari – Howard Jones, brittisk sångare.
- 27 februari – Peter Christopherson, brittisk musiker och musikvideoregissör.
- 3 mars – Siv Pettersson, svensk sångare.
- 11 mars – Nina Hagen, tysk punksångare.
- 15 mars – Dee Snider, sångare i rockgruppen Twisted Sister.
- 28 mars – Reba McEntire, amerikansk sångare och skådespelare.
- 30 mars – Paul Sahlin, svensk musiker.
- 31 mars – Angus Young, brittisk musiker, gitarrist i AC/DC.
- 11 april – Lena Andersson, svensk sångare.
- 15 april – Torbjörn Nilsson, svensk cellist, tonsättare och dirigent.
- 22 april – Kicki Bramberg, svensk skådespelare.
- 26 april – Jan Rippe, svensk revyartist och sångare.
- 28 april – Eddie Jobson, brittisk musiker, medlem i Roxy Music.
- 9 maj – Anne Sofie von Otter, svensk opera- och konsertsångare.
- 16 maj – Hazel O'Connor, brittisk sångare, låtskrivare och skådespelare.
- 26 maj – Bill Hugg, svensk skådespelare och artist.
- 28 maj – John McGeoch, skotsk gitarrist i bland annat Magazine och Siouxsie and The Banshees.
- 29 maj – Michael Porcaro, amerikansk musiker, medlem av Toto.
- 2 juni – Michael Steele, amerikansk musiker, medlem av The Bangles och The Runaways.
- 11 juli – Elise Einarsdotter, svensk jazzpianist och kompositör.
- 21 juli – Taco Ockerse, nederländsk sångare.
- 27 juli – Stefan Nilsson, svensk kompositör, av bland annat filmmusik.
- 4 augusti – Billy Bob Thornton, amerikansk skådespelare, manusförfattare, musiker och filmregissör.
- 1 september – Bruce Foxton, brittisk musiker, medlem av The Jam.
- 25 september – Zucchero, italiensk sångare.
- 26 september – Carlene Carter, amerikansk countryartist.
- 3 oktober – Marianne Myrsten, svensk sångare.
- 5 oktober – Per Fritzell, svensk skådespelare och artist, medlem i Galenskaparna och After Shave.
- 7 oktober – Yo-Yo Ma, fransk musiker.
- 20 oktober – Thomas Newman, amerikansk filmmusikkompositör.
- 24 oktober – Anders Hultqvist, svensk tonsättare.
- 25 november – EwaMaria Björkström, svensk skådespelare, sångare och musikalartist.
- 6 december – Raymond Benson, amerikansk teaterregissör, kompositör och författare.
- 15 december – Paul Simonon, tidigare basist och sångare i The Clash, numera konstnär.
- 20 december – Victor Varela, svensk tonsättare.
- 23 december – Cecilia Franke, svensk organist och tonsättare.
- 24 december – Gary Lachman, tidigare basist i Blondie under namnet Gary Valentine, därefter författare
- 30 december – Sanne Salomonsen, dansk sångare och skådespelare.
- 31 december – Göran Söllscher, svensk klassisk gitarrist.

## Avlidna
- 12 mars – Charlie Parker, 34, amerikansk jazzsaxofonist.
- 10 april – Oskar Lindberg, 68, svensk tonsättare, kyrkomusiker och musikpedagog.
- 5 augusti – Carmen Miranda, 46, brasiliansk sångare.
- 15 november – David Wikander, 71, svensk musiklärare, tonsättare och organist.
- 25 november – Erik Baumann, 66, svensk filmmusikkompositör.
- 27 november – Arthur Honegger, 63, fransk-schweizisk tonsättare.

### Fotnoter
1. ↑  20:e århundrades När Var Hur - 1955, Bernt Himmelstedt, Forum, 1999
2. ↑  20:e århundrades När Var Hur - 1955, Bernt Himmelstedt, Forum, 1999
3. ↑  ”78:or & film”. http://78-varv.atspace.cc/gazell.htm. Läst 3 juni 2011.
4. ↑  ”Svensk mediedatabas”. http://smdb.kb.se/catalog/id/001557617. Läst 3 juni 2011.
5. ↑  ”78:or & film”. http://78-varv.atspace.cc/historia.htm. Läst 3 juni 2011.
6. ↑  ”Evert Taubes visböcker med innehåll”. http://www.abc.se/~m8169/taube/taubevis.html. Läst 23 mars 2011.